# M.H. Laddé

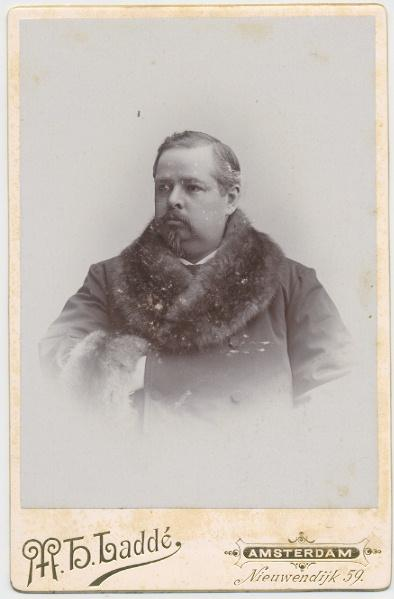
Foto door M.H. Laddé van J.W. Merkelbach

M.H. (Machiel Hendricus) Laddé (Amsterdam, 5 november 1866 - Nigtevecht, 18 februari 1932) was een Nederlands fotograaf en regisseur. Hij was de regisseur van de eerste Nederlandse film, Gestoorde hengelaar (1896).
Tussen 1896 en 1906 regisseerde Laddé verscheidene stomme films voor zijn bedrijf Eerst Nederlandsch Atelier tot het vervaardigen van Films voor de Bioscoop en Cinematograaf M.H. Laddé & J.W. Merkelbach. Zijn films werden vertoond door de reizende bioscoop van Christiaan Slieker (1861-1945). Geen van Laddés films zijn bewaard gebleven. Het zijn verloren films.
Laddé was tevens een bekend fotograaf. Hij had zijn eigen fotostudio in Buiksloot, Amsterdam-Noord, samen met J.W. (Johannes "Wim" Wilhelm) Merkelbach (1873-1922).
In zijn woonplaats Nigtevecht was Laddé van 1919 tot 1931 gemeenteraadslid voor de Christelijk-Historische Unie.

## Filmografie
- Gestoorde hengelaar (1896)
- Spelende kinderen (1896)
- Zwemplaats voor Jongelingen te Amsterdam (1896)
- Solser en Hesse (1900)